# Туималеалиифано Ваалетоа Суалауви
Туималеалиифано Ваалетоа Суалауви II (самоан. Tui A’ana Tuimalealiifano Va'aleto'a Eti Sualauvi II; род. 29 апреля 1947) — государственный и политический деятель Самоа; С 11 мая по 20 июня 2007 года был исполняющим обязанности О ле Ао О ле Мало. Действующий глава государства Самоа с 21 июля 2017 года.

## Биография

### Ранняя биография и образование
Родился 29 апреля 1947 года. Окончил Австралийский национальный университет со степенью бакалавра в области права, также является выпускником Теологического колледжа Малуа. Работал адвокатом, был главным полицейским инспектором Самоа и учителем средней школы .

### На государственной службе
Служил в качестве общественного доверенного лица, адвоката и юриста в Верховном Суде Самоа. Был членом Совета депутатов Самоа с 1993 по 2001 год и с 2004 года.
С 11 мая по 20 июня 2007 года был исполняющим обязанности О ле Ао О ле Мало.

### Во главе Самоа
Был избран главой государства Самоа 21 июля 2017 года. В мае 2021 года отменил результаты выборов в парламент и назначил новые выборы.
23 августа 2022 года переизбран на новый пятилетний срок.